# 雲南ラジオテレビジョン放送局
雲南ラジオテレビジョン放送局（うんなんラジオテレビジョンほうそうきょく、雲南広播電視台、中: 云南广播电视台）は中華人民共和国雲南省の省級国営放送局である。2012年8月29日に雲南電視台と雲南人民広播電台が合併し、雲南省人民政府直属の機関として設立され、中国共産党雲南省委員会宣伝部の指導を受け、現在、ラジオチャンネル8つ、テレビチャンネル9つを運営している。また、ネットワークも運営している。

## 歴史
1940年8月1日、雲南のテレビ局の前身である昆明広播電台が昆明で放送を開始し、1946年2月に雲南広播電台と改称され、中華民国国民党政府の管理下に置かれた。 国民党政府が大陸から撤退した後、同局は中国共産党当局に引き継がれた。

## チャンネル

### テレビジョン放送
雲南広播電台のテレビサービスは、1969年10月1日に設立された雲南広播電視台に起源を持ち、現在8つのチャンネルがある。
- 雲南衛視（雲南衛視）
- 都市チャンネル（都市頻道）[注 1]
- 娯楽チャンネル（娯楽頻道）
- 映画チャンネル（影視頻道）
- 旅行チャンネル（康旅頻道）
- 児童チャンネル（小児頻道）
- 七彩バスチャンネル（七彩公交頻道、雲南移動電視頻道）
- 雲南瀾滄国際衛視（雲南瀾湄国際衛視）

### ラジオ放送
雲南広播電視台のラジオサービスは1950年3月4日に設立された昆明人民広播電台に由来し、現在8つの局を持っている。
- ニュース放送（新聞広播）
- 民族放送（民族広播）
- 経済放送（経済広播）（雲南私家車電台）
- 音楽放送（音楽広播）
- 交通の声（交通之声）
- 教育放送（教育広播）
- 旅行放送（旅游広播）
- 国際放送（国際広播）

## 周波数
| チャンネル名 | 帯域  | 周波数    | 言語                                           |
| ------------ | ----- | --------- | ---------------------------------------------- |
| 新聞広播     | FM AM | 105.8 576 | 中国語                                         |
| 民族広播     | FM    | 101.4     | タイヌア語 タイルー語 リス語 ジンポー語 ラフ語 |
| 経済広播     | FM    | 88.7      | 中国語                                         |
| 音楽広播     | FM    | 97.0      | 中国語                                         |
| 交通之声     | FM    | 91.8      | 中国語                                         |
| 教育広播     | FM    | 100.0     | 中国語                                         |
| 旅游広播     | FM    | 99.0      | 中国語                                         |
| 国際広播     | 短波  | 6035      | 中国語 ベトナム語                              |